# Caffrocrambus dichotomellus
Caffrocrambus dichotomellus là một loài bướm đêm trong họ Crambidae.